# Lucia Schulz
Lucia Schulz (* in Witzenhausen) ist eine deutsche Schauspielerin.

## Leben
Lucia Schulz kam im hessischen Witzenhausen zur Welt. Sie studierte von 2010 bis 2014 Schauspiel an der Theaterakademie Köln, welches sie mit dem Diplom abschloss. 2014 wurde sie als beste Nachwuchsdarstellerin der Stadt Köln mit dem Puck ausgezeichnet. Schulz bildete sich auch im Ausland weiter. In einem Auslandssemester während des Studiums studierte sie 2012/2013 an der Escuela del Actor in Montevideo, 2015/2016 in einem weiteren Auslandssemester dann am HB-Studio in New York. 2016 trat sie dem Ensemble des Kölner nö theater bei. Sie spielte in mehreren Produktionen an Kölner Theatern und gastiert am Theater Hagen, außerdem arbeitet sie als Schauspielerin und Sprecherin in Film und Fernsehen.

## Filmografie
- 2018: Es war Mord! (Fernsehserie)
- 2019: Sterne über uns
- 2021: Unter uns (Fernsehserie, 2 Folgen)
- 2023: Monster im Kopf
- 2025: Tatort: Die große Angst (Fernsehreihe)

## Hörspiele (Auswahl)
- 2020: Frank Spilker: Gattung, Art und Unordnung. Das Verhältnis von Mensch zu Tier (1. und 4. Teil) (Assistentin/Würmer) – Regie: Frank Spilker, Freya Hattenberger (Original-Hörspiel – WDR)
- 2021: Liza Cody: Miss Terry. Wie beweist man die eigene Unschuld? (2 Teile) (Alicia) – Bearbeitung und Regie: Petra Feldhoff (Hörspielbearbeitung, Kriminalhörspiel – WDR)

Quelle: ARD-Hörspieldatenbank